# 張傳敬
張傳敬，貴州人，清朝官員。

## 生平
張傳敬於1858年（咸豐8年）接替姚鴻，於台灣兩度擔任台灣府台灣縣知縣。管轄約今台灣南部之嘉義縣、嘉義市、台南縣、市全境及高雄縣部份區域。該區域面積約為4500平方公里，也是清治時期台灣島之漢人集中地所在。1860年，他則陞署台灣府淡水撫民同知。